# Fània Bàron
Fanny Baron o Fània Aníssimovna Bàron (rus: Фа́ня Ани́симовна Ба́рон) (1887 - 29 de setembre de 1921), coneguda també com a Fània Aarónovna Avrútskaia, rus: Фаня Аароновна Авруцкая nascuda Fània Grefenson, rus: Фа́ня Грефенсон, fou una anarquista i revolucionària russa que visqué a França i als Estats Units des del 1913 al 1917 quan va tornar a la seva terra natal per construir una societat postrevolucionària. El 1921, va ser executada per la Txekà.
Emma Goldman l'ha descrita com «el tipus de dona […] enterament consagrada a la causa de la humanitat.»

## Orígens

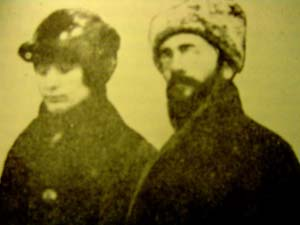
Fanny i Aron Bàron el 1921 (?).

Nasqué el 1887 a la ciutat de Kíev, llavors a la gubèrnia de Kíev, en una família jueva. Després de la seva graduació va treballar com a oficinista i es va unir als anarquistes. El 1913 se'n va anar a França, a causa de l'amenaça de detenció per la seva activitat revolucionària.
A la seva arribada a França, Fanny es va instal·lar a París, on va participar activament en el moviment anarquista, i després va marxar als Estats Units on el seu marit Aron Bàron havia fugit des del seu exili siberià. A Chicago, Fània i el seu marit van treballar al diari «Alarm», juntament amb Lucy Parsons. Fània va ser una activista de l'organització nord-americana "Treballadors Industrials del Món" (1912-1917). El gener del 1915 participa a Chicago (Illinois) en la marxa dels sense feina i queda inconscient a cops de culata per la policia. Va ser detinguda diverses vegades.
Estigué activa al grup internacional de propaganda de les idees llibertàries.
El 1917 col·laborà en la redacció de la revista Mother Earth, editada per Emma Goldman.

## Retorn a Rússia i oposició als bolxevics

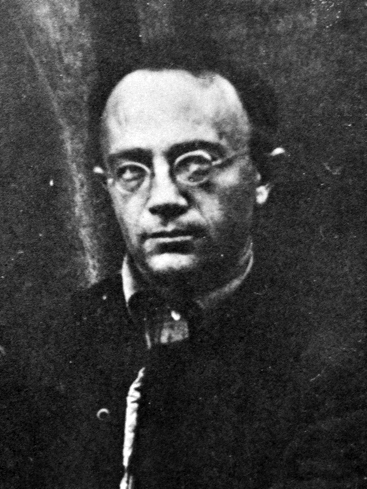
Aron Bàron el 1920.

Després de la Revolució de Febrer de 1917, el juny va tornat a Ucraïna, a la seva ciutat natal, on va treballar en grups anarquistes. A finals de 1918 va entrar a la Confederació d'Organitzacions Anarquistes d'Ucraïna, "Nabat", que editava el diari Nabat ("Alarma") i després va treballar a Kíev, Khàrkiv i altres ciutats d'Ucraïna. Va conèixer Nèstor Makhnò, Volin i Piotr Arxínov. Estigué activa en la secció cultural-educativa del moviment makhnovista.
El 7 de juny de 1920, va ser detinguda a Khàrkiv a la llibreria Volnoye Bratstvo, rus: Вольное Братство ("Germanor dels lliures") com a sospitosa de tenir vincles amb els makhnovistes. El 14 de juny va ser posada en llibertat. La segona vegada Fània va ser arrestada el 25 de novembre de 1920, durant la derrota per part dels bolxevics de la Confederació d'Anarquistes d'Ucraïna a Khàrkiv, junt amb el seu marit (Aron Bàron) a més dels 300 delegats (entre els quals Volin, Olga Taratuta, Sénia Fleixin, Mark Mratxni, Mikola Dolenko (Txekeres) i Anatoli Gorelik) participants en el Congrés panrús dels anarquistes, Fou severament colpejada per la policia en el moment de la seva detenció.

## Execució sumària als soterranis de la Txekà
Detinguda a Moscou, tot seguit fou traslladada a la presó de Riazan d'on s'evadí el 10 de juliol de 1921, amb nou camarades més. Tenia llavors com a projecte, amb l'ajut del germà del seu marit Aaron, de fer-lo evadir també a ell.
Les condicions de reclusió a la presó de Riazan eren extremadament dures i conduïren uns pocs dies després de la seva fugida, el juliol de 1921, a una vaga de fam, que va tenir un impacte internacional gràcies a la presència, a Moscou, de delegats anarcosindicalistes vinguts per participar en la tercera conferència del Profintern. Sota la pressió d'aquests últims, el 17 de setembre, 10 dels 13 vaguistes de fam foren expulsats de l'URSS: Volin, Vorobiov, Mrattxni, Mikhailov, Maksímov, Iudin, Iartxuk, Gorélik, Feldman i Fiódorov.
Després es va dictar contra ella una ordre de detenció nacional per propaganda anarquista i anarcosindicalista, per "complicitat en actes criminals antisoviètics" i falsificació de moneda, totes ells càrrecs fabricats per la Txekà.
Ella es refugia a Moscou amb el germà del seu marit, també un membre del partit bolxevic, encara amb el projecte de fer evadir Aaron. Tots dos van ser detinguts per la Txekà el 17 d'agost. Semion Bàron fou executat allà on era, i a Fània se la van endur.
El 29 de setembre de 1921 (Emma Goldman parla del 30 setembre,) fou una de les nou persones afusellades, entre les quals el poeta Lev Txerni, als soterranis de la presó de la Txekà a Moscou. Es va dir que la seva execució era una ordre personal de Lenin. Victor Serge precisa: «l'afer que va portar a les execucions havia estat elaborat ad hoc».

## Registres
- Centre Internacional de Recerca de l'Anarquisme: Registre bibliogràfic.
- Dictionnaire international des militants anarchistes: Biografia.
- Centre Internacional de Recerca de l'Anarquisme: Registre bibliogràfic.
- (anglès) Jonathan D. Smele, Historical Dictionary of the Russian Civil Wars, 1916-1926, Rowman & Littlefield, 2015, pàg. 178.